# Попсуев, Леонид Дмитриевич
Леонид Дмитриевич Попсуев (1 января 1944 — 6 июля 2013) — советский хоккеист, вратарь.

## Биография
Воспитанник новосибирского хоккея. В сезоне 1961/62 играл за «Динамо» Новосибирск, следующие 14 сезонов провёл в составе «Сибири». В чемпионате СССР отыграл девять сезонов (1961/62 — 1962/63, 1965/66 — 1970/71, 1975/76).
Скончался в 2013 году. Похоронен на Северном кладбище Новосибирска.